# Rikiya Uehara
Rikiya Uehara (上原 力也, Uehara Rikiya), né le 25 août 1996 à Itō au Japon est un footballeur japonais qui évolue au poste de milieu défensif à Vegalta Sendai, en prêt du Júbilo Iwata.

## Biographie
Né à Itō au Japon, Rikiya Uehara est formé dans le club de Júbilo Iwata. Il joue son premier match en pro le 18 mai 2016, à l'occasion d'un match perdu par son équipe par un but à zéro face à l'Omiya Ardija en Coupe de la ligue. Uehara inscrit son premier but dans cette même compétition un an plus tard, le 10 mai 2017, lorsque Jubilo Iwata va s'imposer sur la pelouse du Shimizu S-Pulse (2-4). 
Le 18 juillet 2018 suivant il inscrit son premier but en J. League face à Kashima Antlers (3-3 score final),.
Le 6 janvier 2021, Rikiya Uehara est prêté une saison au Vegalta Sendai.
Urhara fait ensuite son retour au Júbilo Iwata, il retrouve ainsi son club qui vient d'être promu en première division pour la saison 2022.